# SpVgg Unterhaching
SpVgg Unterhaching, "Haching", tysk fotbollsklubb, München
SpVgg Unterhaching är tredjeklubben i München bakom FC Bayern München och TSV 1860 München. Klubben har betydligt mindre resurser, men har de senaste 30 åren gjort en anmärkningsvärd resa från "gärdsgårdserier" och upp till eliten. Man var under säsongerna 1999/2000 och 2000/01 uppe i Bundesliga, och avgjorde till och med mästerskapet 2000, när Unterhaching vann mot Bayer Leverkusen på säsongens sista matchdag, och möjliggjorde stadsrivalens Bayern Münchens (som samtidigt vann mot Werder Bremen) steg till första platsen. 
Från och med säsongen 2008 spelar klubben i 3. Liga, med undantag från 2015 och 2016 då man höll till i Regionalligan.
Det ovanliga klubbmärket har ett boblag som utmärkande detalj.